# Quartet de corda núm. 8 (Beethoven)
El Quartet de corda núm. 8 en mi menor, op. 59 núm. 2, és el segon del cicle de tres quartets de corda de Ludwig van Beethoven, coneguts com a Quartets Razumovski. Formen part del període mitjà de la seva producció. Va aparèixer publicat el 1808.

## Estructura
Consta de quatre moviments:
1. Allegro, en compàs 6/8 i la tonalitat mi menor.
2. Molto adagio (Si tratta questo pezzo con molto di sentimento), en compàs 4/4 i la tonalitat mi major.
3. Allegretto (la segona secció té la indicació de Maggiore – Theme russe), en compàs 3/4, i mi menor - mi major - mi menor.
4. Finale, Presto, en compàs 2/2 i la tonalitat de do major, però acaba en mi menor.

Segons Carl Czerny, el segon moviment del quartet li va venir a Beethoven quan contemplava el cel estrellat i estava meditant sobre l'harmonia de les esferes.
El tema rus "Gloria al sol", de l'Allegretto, també va ser utilitzat per Modest Mússorgski a Borís Godunov, per Anton Arenski en el seu Quartet de corda núm. 2, en la menor, per Nikolai Rimski-Kórsakov en La núvia del tsar (1898) i per Serguei Rakhmàninov en Six Morceaux per a duet de piano, Op. 11 (1894). La melodia va ser utilitzada per Beethoven d'una manera poc amable. Segons Kerman, «sona com si el comte Razumovski no hagués tingut tacte en suggerir-li el tema i Beethoven l'enfonsa en la terra com una venjança». Molts oients troben aquesta secció del quartet bastant jocosa, especialment en contrast amb la part més prosaica, d'una mena d'exercici contrapuntístic que li precedeix (un altre exemple de Beethoven parodiant un exercici de contrapunt estudiantil es pot trobar en l'scherzo del Quartet de corda núm. 10, op. 74).